# Arild Nyquist
Arild Nyquist (6 de març de 1937 - 21 de desembre de 2004) fou un escriptor noruec, autor de novel·les, poesia, lletres per a cançons i escriptora d'obres infantils i juvenils. El seu debut literari va ser amb la novel·la Ringer i et sommervann de 1963.
Nyquist va rebre el Mads Wiel Nygaards Endowment el 1971. Fou nominada al Premi de literatura del Consell Nòrdic el 1994 per a la novel·la autobiogràfica Ungdom.